# Георги Сачев
Георги Костадинов (Константинов) Сачев е просветен деец и медицински специалист.

## Биография
Георги Сачев е роден в 1886 година в Щип, тогава в Османската империя, днес в Северна Македония. Учи в Солунската българска мъжка гимназия (1902-1903), Скопие. (1903-1910) и Медицинския факултет на Истанбулския университет (1910-1912). Учител е в Педагогическото училище в Скопие  (1910) и българското училище „Св. Климент" в цариградския квартал „Пера" (1910-1913).
През Балканската война е фелдшер в лазарета на Македоно-одринското опълчение.
Участва в Първата световна война като младши подофицер в Единадесета пехотна македонска дивизия. Награден е с орден „За храброст“, III степен.
Работи като фелдшер в  Сатовча и  Неврокоп  (1913-1915), (1918-1943). Умира през 1958 година в София.